# Дуров Сергій Федорович
Дуров Сергій Федорович (16(04). 01.1815 або 1816 – 18(06).12.1869) — письменник, діяч визвольного руху в Російській імперії.

## Біографія
Народився в Орловській губернії. Походив з давнього дворянського роду. Син київського поліцмейстера Ф.Дурова та Надії (до шлюбу Хмельницької). Дитинство провів у Києві. Від 1828 навчався в Благородному пансіоні, з 1830 — гімназії при Петербурзькому університеті (закінчив 1833). Служив у державному комерційному банку, канцелярії морського міністерства (у тому числі перекладачем). 1843 дебютував у красному письменстві, вмістив вірші в альманасі «Молодик». Друкував поезію та прозу в російській пресі. 1847 вийшов у відставку в чині колезького асесора. Товаришував із російськими літераторами Ф.Достоєвським, О.Плещеєвим, О.Пальмом. Виступав на зібраннях, організовуваних соціалістом М.Буташевичем-Петрашевським. На початку 1849 влаштував у своїй квартирі митецький гурток критичного спрямування, поширював нелегальні твори.
У справі петрашевців заарештований уночі на 5 травня(23 квітня) 1849, за добу — ув'язнений у Петропавловській фортеці, того ж року засуджений на смерть, 3 січня 1850 (22 грудня 1849) вже на ешафоті замінену 4-літньою каторгою з подальшою службою в солдатах. Разом із Ф.Достоєвським на Різдво 6 січня 1850 (25 грудня 1849) у кайданах відправлений до Сибіру, закутим допроваджений на роботи в Омському острозі. Тяжко занедужав, обморозивши в дорозі пальці й поранивши путами ноги.
1854 — рядовий лінійного батальйону Окремого Сибірського корпусу в Петропавловську (заштатне місто Ішимського повіту Тобольської губернії; нині місто в Казахстані). Застудившись, тривало хворів на ревматизм, ледве рухався. Наступного року, коли йому було повернуто права дворянства (із забороною мешкати в Москві та Санкт-Петербурзі), переведений з військової на цивільну службу писарем до Омська (нині місто в РФ). Від червня 1857 в Одесі під поліційним наглядом. Гостював у Підмосков'ї, де навідував декабриста Івана Пущина та його дружину Наталію — вдову іншого учасника декабристів руху Михайла Фонвізіна, та Кишиневі (нині столиця Молдови). Останній рік життя провів у полтавському маєтку О.Пальма.
Помер у м. Полтава.